# Barreaux blancs
Pour plus de détails, voir Fiche technique et Distribution.
Barreaux blancs (titre original : Lord Jeff) est un film américain réalisé par Sam Wood, sorti en 1938.

## Synopsis
Le jeune Lord Geoffrey Braemer est censé être un aristocrate anglais mais en réalité il est orphelin et complice volontaire des escrocs Jim Hampstead et Doris Clandon. Ces derniers l'ont accueilli lorsque ses parents sont morts dans un accident de train. Lors d'un braquage de bijouterie, il simule un évanouissement afin de distraire les employés pour permettre à Jim de voler un collier précieux. Cependant, un enquêteur d'assurance astucieux l'attrape et il est envoyé à Russell-Cotes, une école de marine marchande, l'une des nombreuses écoles professionnelles dirigées par la maison du Dr Barnardo pour garçons orphelins avec l'avertissement que s'il ne se comporte pas bien, il sera transféré dans une maison de correction .
L'école est dirigée par le capitaine Briggs, qui confie à Terry O'Mulvaney un "enfant d'honneur" de longue date pour prendre Geoff sous son aile. Bien qu'il excelle dans les connaissances sur la mer de sa formation précédente, Geoff n'est pas intéressé à s'intégrer; il veut seulement retourner à Londres pour retrouver Doris et Jim, bien qu'il attende en vain une lettre d'eux. Il s'oppose à tous les autres garçons, à l'exception de l'irrépressiblement joyeux Albert Baker.
Lorsque les garçons reçoivent la liberté lors d'un banquet en ville, Geoff en profite pour s'enfuir. Terry le retrouve et, après une bagarre, le ramène à l'école. Malheureusement, il est très tard et Terry est surpris en train de se faufiler dans le dortoir. Lorsqu'il refuse de dénoncer Geoff pour excuser ses actes, il est déchu de son grade et, pire, perd sa chance d'obtenir l'un des cinq emplois convoités offerts aux garçons sur le paquebot de luxe RMS Queen Mary . Geoff refuse avec suffisance de révéler son rôle, provoquant la colère des autres garçons, qui lui " mettent le froid ", refusant de lui parler du tout. Le sombre isolement de ne pas être parlé par les autres garçons fait des ravages sur Geoff, bien qu'il ne veuille pas le montrer. Il apprend plusieurs leçons de vie sous la tutelle du gentil et sage instructeur "Crusty" Jelks. Geoff avoue sa tentative d'emballement au capitaine Briggs, sachant que cela pourrait signifier être envoyé à la maison de correction, afin que Terry puisse éventuellement être réintégré pour le Queen Mary . Il demande au capitaine Briggs de ne pas dire aux garçons que l'information clarifiant Terry vient de lui.
Lorsque Doris et Jim parviennent enfin à contacter Geoff, celui-ci refuse de reprendre sa vie de voyou, et leur annonce qu'il va naviguer sur le Queen Mary . Comme le collier volé est trop connu en Angleterre, Jim le coud à l'intérieur du manteau de Geoff quand Geoff ne regarde pas, et livre le passage à bord du Queen Mary , à destination de l'Amérique. Briggs sélectionne Terry et Geoff pour rejoindre l'équipage du Queen Mary. Le collier est retrouvé à l'école, obligeant Geoff à choisir entre des loyautés contradictoires. Il choisit judicieusement, mais Doris et Jim sont introuvables. Geoff est interrogé par la police, ce qui signifie qu'il manquera le voyage en mer. Heureusement, un de ses camarades de classe reconnaît le couple tordu sur le Queen Mary, et ils sont arrêtés à temps pour que Geoff monte à bord du navire et rejoigne Terry.

## Fiche technique
- Titre : Barreaux blancs
- Titre original : Lord Jeff
- Réalisation : Sam Wood
- Scénario : James Kevin McGuinness, Frank Davis, Walter Ferris et Sam Wood, d'après une histoire de Bradford Ropes, Endre Bohem et Val Burton
- Photographie : John F. Seitz
- Musique : Edward Ward
- Montage :  Frank E. Hull
- Décors : Cedric Gibbons, Urie McCleary et Edwin B. Willis
- Costumes : Dolly Tree
- Son : Douglas Shearer
- Production : Frank Davis, Sam Wood, Loew's, Metro-Goldwyn-Mayer
- Pays d'origine : États-Unis
- Langue : anglais
- Format :
- Genre : Drame
- Durée : 85 minutes
- Date de sortie : 1938

## Distribution
- Freddie Bartholomew : Geoffrey Braemer
- Mickey Rooney : Terry O'Mulvaney
- Charles Coburn : Capitaine Briggs
- Herbert Mundin : Bosun "Crusty" Jelks
- Terry Kilburn : Albert Baker
- Gale Sondergaard : Doris Clandon
- Peter Lawford : Benny Potter
- Walter Tetley : Tommy Thrums
- Peter Ellis : Ned Saunders
- George Zucco : Jim Hampstead
- Mattew Boulton : Inspecteur Scott
- John Burton : John Cartwright
- Emma Dunn : Mrs. Briggs
- Monty Woolley : le bijoutier
- Gilbert Emery : le magistrat
- Charles Irwin : Mr. Burke
- Walter Kingsford : le superintendent